# Błotniak stepowy
Błotniak stepowy, błotniak blady, błotniak biały (Circus macrourus) – gatunek dużego ptaka drapieżnego z rodziny jastrzębiowatych (Accipitridae). Bliski zagrożenia wyginięciem.

## Występowanie
Zamieszkuje pas eurazjatyckich stepów. Gniazduje od wschodniej Europy po Azję Środkową. Wędrowny. Zimuje w Afryce (głównie Subsaharyjskiej), na Bliskim Wschodzie, w Indiach i dalej na wschód po Mjanmę, oraz na Cejlonie. Nie wyróżnia się podgatunków.
W Polsce pojawia się nieregularnie na przelotach we wszystkich regionach, zwykle bardzo nielicznie. Co roku notuje się od kilku do kilkunastu stwierdzeń tego ptaka. Ponieważ nie lęgnie się w kraju, obserwuje się jego migracje w kwietniu lub maju i od końca sierpnia do października. Sporadycznie spotyka się jednak błotniaki stepowe we wszystkich miesiącach, nawet w okresie lęgowym i zimą. Pojawy są obecnie częstsze niż kiedyś. Tłumaczy się to lepszą penetracją terenów przez obserwatorów i znajomością cech identyfikacyjnych. Do tej pory lęgów nie odnotowano, choć przez 2 lata samiec był widywany w Dolinie Biebrzy wraz z samicą błotniaka łąkowego.

## Charakterystyka

### Cechy gatunku
Podobny pod względem smukłej i delikatnej sylwetki i rozmiarów do błotniaków: łąkowego i zbożowego, ale czarne końce skrzydeł o kształcie bardziej zaostrzonym, w kształcie klina. Samiec mniejszy od samicy i łatwiejszy do identyfikacji, o jasnosinym wierzchu ciała, białym brzuchu i spodniej części skrzydeł, czarnym dziobie i żółtych nogach. W przeciwieństwie do innych błotniaków nie ma ciemniejszej głowy. Przypomina mewę i z podobną zwinnością lata.

Samica jest większa, podoba do samic innych błotniaków, zwłaszcza łąkowego. W oznaczaniu mają znaczenie subtelne różnice w spodniej pokrywie skrzydeł. Ma brązowy wierzch ciała i rdzawy spód z podłużnymi kreskami, a głowę z wyraźną szlarą – jasna obwódka z ciemnymi pokrywami usznymi. Posiada też białawą obrożą na szyi. Na skrzydłach ma jaśniejsze pierwszorzędowe lotki i ciemniejsze drugorzędowe.

U młodych widać wyraźnie jaśniejszy kołnierzyk poniżej pokryw usznych i ciemne boki szyi, które są widoczne w locie.

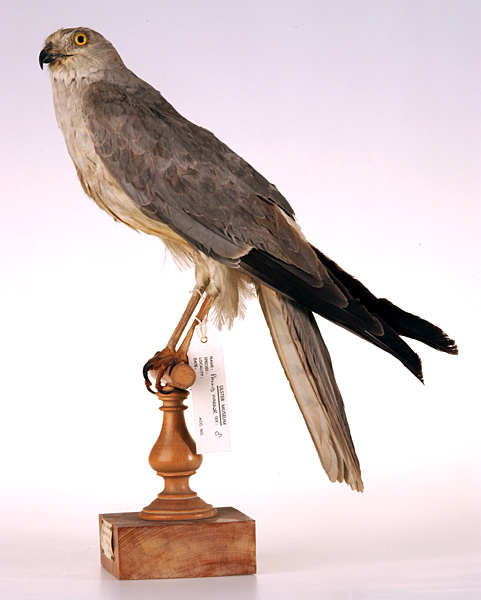
Okaz muzealny błotniaka stepowego

### Wymiary średnie[9]
długość ciała z dziobem i ogonemok. 40–50 cm
rozpiętość skrzydeł95–115 cm
długość ogona19,5–25 cm

### Masa ciała[9]
samce 0,2–0,5 kg
samice 0,4–0,5 kg

## Biotop
Stepy, pola uprawne oraz inne tereny otwarte porośnięte niską trawiastą roślinnością, np. łąki, mokradła i bagna.
Poza okresem lęgowym błotniaki żyją samotnie, choć w siedliskach obfitujących w pokarm mogą tworzą koncentracje.

## Okres lęgowy

### Toki
Więzi między partnerami utrzymują się jedynie przez jeden sezon.

### Gniazdo
Na ziemi, w trawie i innej wysokiej roślinności lub między krzakami. Przeważnie buduje je samica z gałązek i trawy.

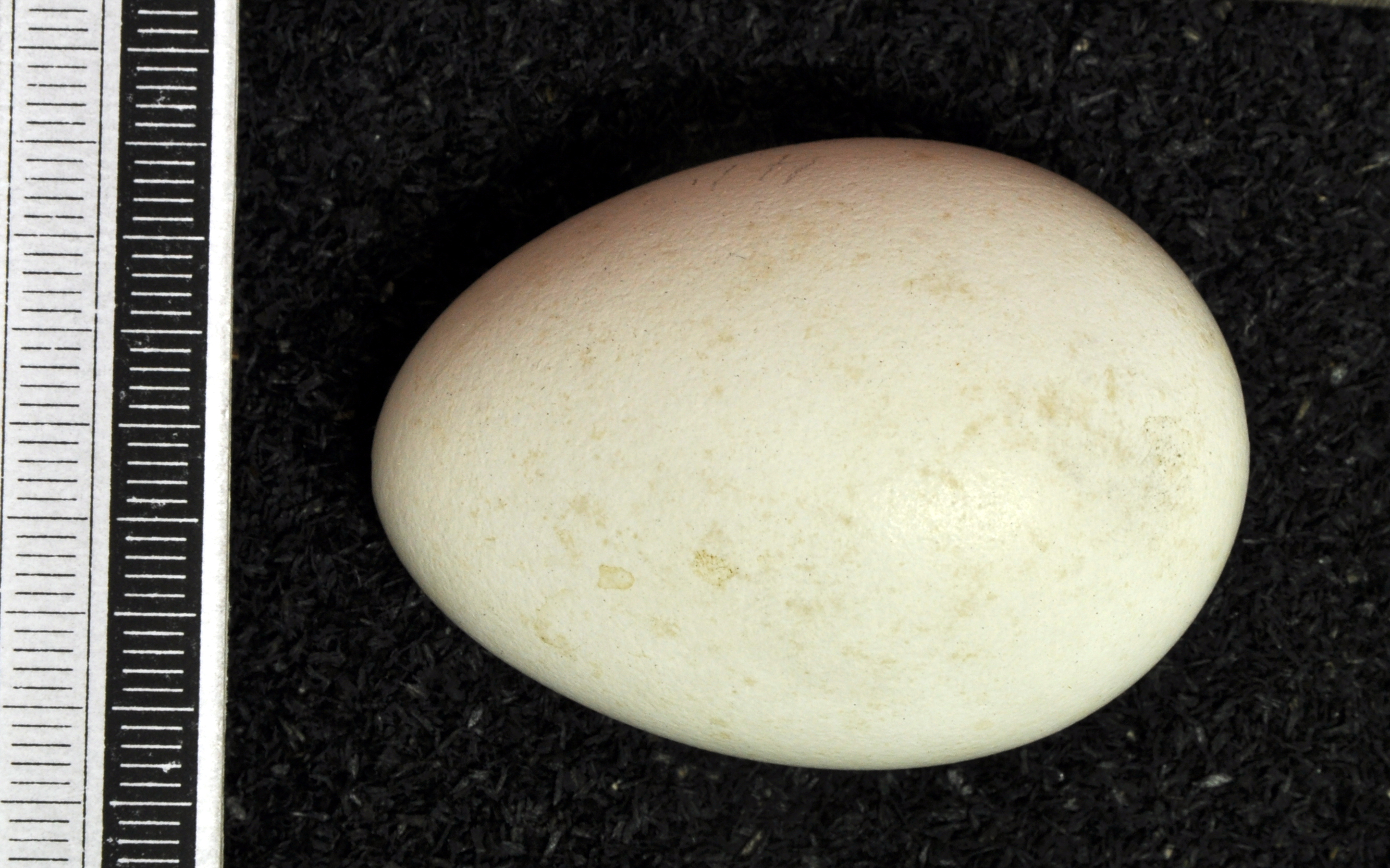
Jajo z kolekcji muzealnej

### Jaja
W ciągu roku wyprowadza jeden lęg, składając w maju–czerwcu 3–6 (najczęściej 4 lub 5) białych lub bladoniebieskich jaj z rdzawym nakrapianiem.

### Wysiadywanie i dorastanie
Jaja wysiadywane są przez okres 28–30 dni przez samicę, podobnie jak u innych błotniaków. Podczas gdy matka opiekuje się pisklętami, samiec zaopatruje rodzinę w pożywienie. Pisklęta opuszczają gniazdo po 35–40 dniach, a 2–3 tygodnie później osiągają samodzielność. Pierwszy lęg wyprowadzają w drugim lub trzecim roku życia.

## Pożywienie
Drobne kręgowce – gryzonie, małe ptaki, jaszczurki i owady (głównie prostoskrzydłe).

## Status i ochrona
W Czerwonej księdze gatunków zagrożonych Międzynarodowej Unii Ochrony Przyrody od 1994 roku jest zaliczany do kategorii NT (bliski zagrożenia); wcześniej, w 1988 roku sklasyfikowano go w kategorii LC (najmniejszej troski). W 2003 roku liczebność światowej populacji szacowano na 9–15 tysięcy par lęgowych. Globalny trend liczebności populacji uznawany jest za spadkowy.
W Polsce objęty ochroną gatunkową ścisłą.